# Piketon
Piketon é uma vila localizada no estado norte-americano de Ohio, no Condado de Pike.

## Demografia
Segundo o censo norte-americano de 2000, a sua população era de 1907 habitantes.
Em 2006, foi estimada uma população de 1986, um aumento de 79 (4.1%).

## Geografia
De acordo com o United States Census Bureau tem uma área de
5,3 km², dos quais 5,2 km² cobertos por terra e 0,1 km² cobertos por água. Piketon localiza-se a aproximadamente 236 m acima do nível do mar.

## Localidades na vizinhança
O diagrama seguinte representa as localidades num raio de 28 km ao redor de Piketon.